# Курпфальц

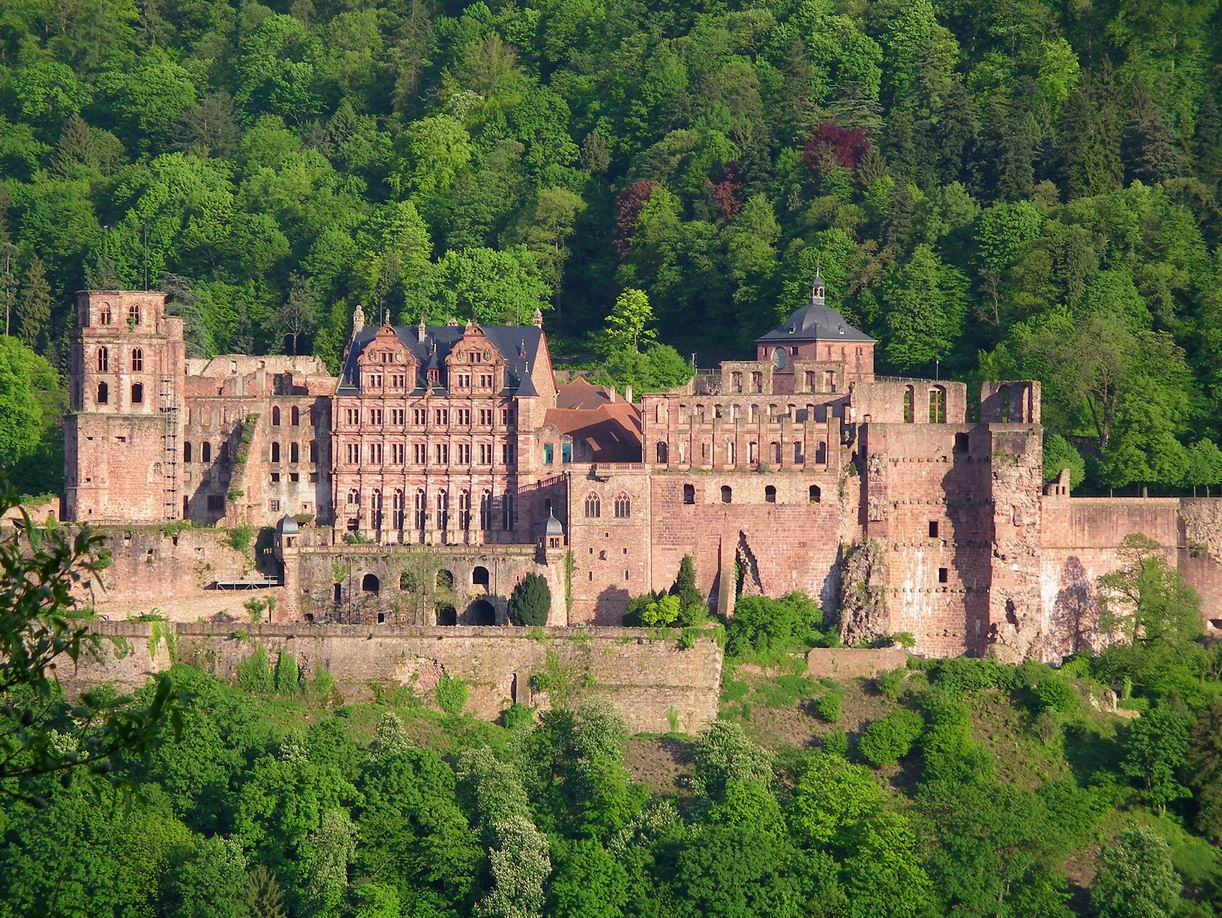
Полуразрушенная резиденция рейнских пфальцграфов — Гейдельбергский замок

Курфюршество Пфальц или (сокращённо) Курпфальц (нем. Kurpfalz, в старинных источниках «Churpfalz» или «Wahlpfalz») — название существовавшего до 1803 года в рамках Священной Римской империи территориального образования со столицей сначала в Гейдельберге, затем в Мангейме. С 1214 года Пфальцем правили Виттельсбахи старшей линии.
Пфальцграфство Рейнское (нем. Pfalzgrafschaft bei Rhein), также называемое Рейнский Пфальц (нем. Rheinische Pfalzgrafschaft), возникло из рейнско-лотарингского пфальцграфства и располагалось с эпохи Высокого Средневековья в средней части области верхнего Рейна. Наряду с королём Богемии пфальцграф рейнский считался старшим из всех светских курфюрстов.
Под Курпфальцем понимается не некоторая чётко определённая географическая или этнографическая область, а скорее «лоскутное одеяло». Ядро территории располагалось по обеим сторонам среднего течения Рейна от Хунсрюка на северо-западе до восточного склона Оденвальда у Мосбаха и южной части Крайхгау недалеко от Бреттена, Книтлингена и монастыря Маульбронн.
В Курпфальц входили части современных территорий федеральных земель Баден-Вюртемберг, Рейнланд-Пфальц, Гессен, Бавария (Верхний Пфальц), Саарланд, а также принадлежащий в настоящее время Франции регион Эльзас.

## Первые владельцы

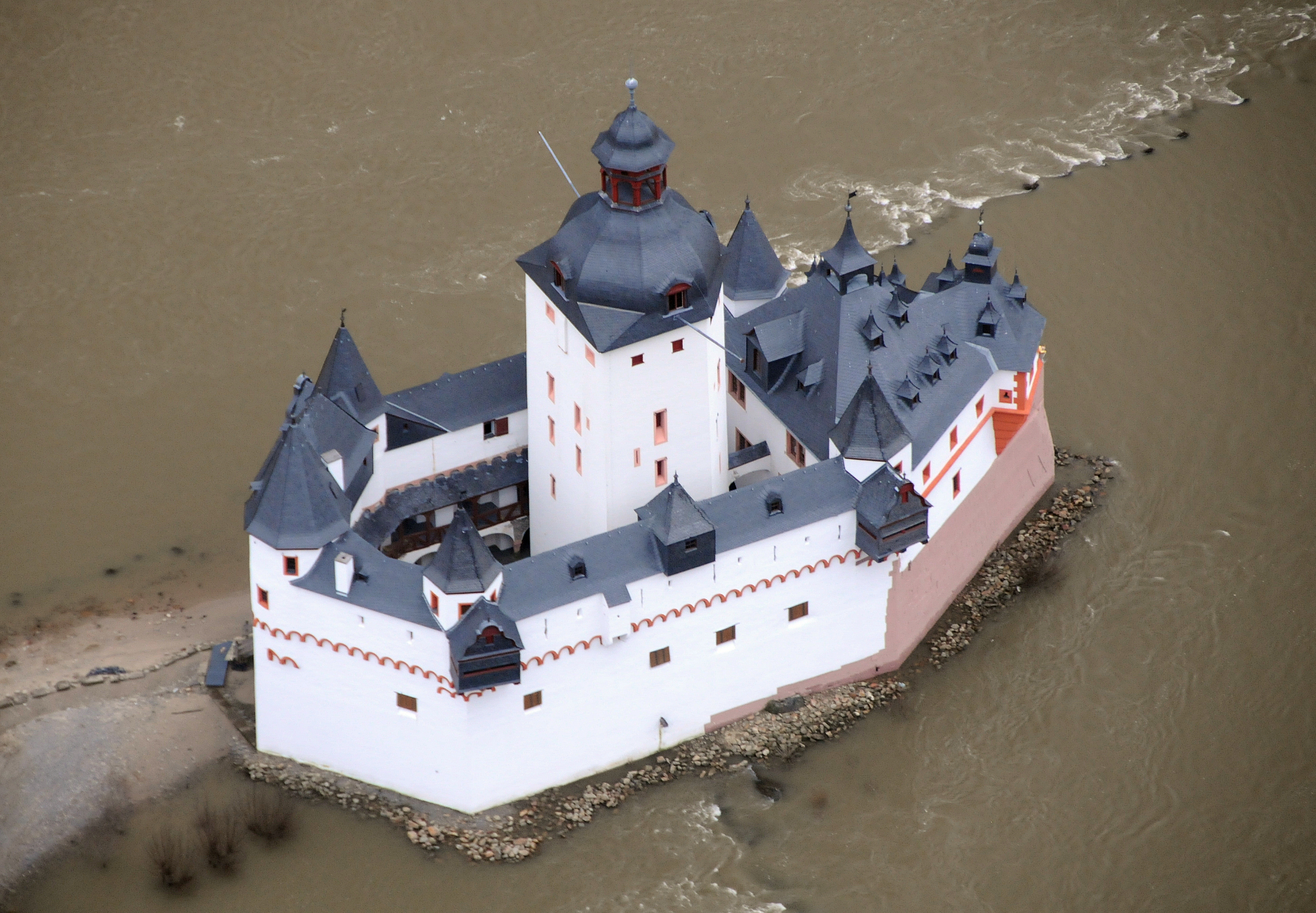
Таможенное укрепление Пфальцграфенштайн посреди Рейна

Владельцами Курпфальца были пфальцграфы Лотарингии («дворцовые графы»), местопребыванием которых был первоначально дворец Карла Великого в имперской столице Ахене. Уже в XI веке они получили в наследственное владение графство Пфальц и принадлежавшие к нему земли, чем обеспечили себе место в числе имперских князей.
После смерти пфальцграфа Германа II пфальцграфы утратили своё значение для Лотарингии. Территория пфальцграфства сокращена до округов вокруг Рейна, а его правители получили титул пфальцграфов Рейнских.
Когда пфальцграф Герман III умер без наследников, император Фридрих I отдал в 1156 году рейнский Пфальц своему сводному брату, Конраду Швабскому.
По смерти Конрада, во владение Пфальцем вступил в 1195 году его зять, Генрих I Брауншвейгский, старший сын Генриха-Льва; но так как Генрих в борьбе за немецкую корону держал сторону своего брата, императора Оттона IV, против Фридриха II, то не мог удержать за собой Пфальц, и передал его своему сыну, Генриху II, после смерти которого в 1214 году император Фридрих II отдал это княжество герцогу Людвигу I Баварскому и его сыну Оттону II, женатому на Агнесе, дочери Генриха I Брауншвейгского. Таким образом, в 1214 году Пфальц перешёл во владение Виттельсбахского дома.

## Правление старших Виттельсбахов

Красным выделены владения рейнских пфальцграфов по состоянию на конец войны за ландсхутское наследство в 1505 году, жёлтым цветом — утерянные территории

Сыновья Оттона, Людвиг II Строгий и Генрих, правили после смерти отца сначала вместе, но в 1255 году разделились: Людвиг II (умер в 1294 году) получил Рейнский Пфальц и Верхнюю Баварию, Генрих — Нижнюю Баварию.
Из сыновей Людвига II, Рудольф I (умер в 1319 году) получил курфюршеское достоинство и Пфальц, а Людвиг — Верхнюю Баварию. С этого же времени рейнским пфальцграфам принадлежала должность имперского стольника и имперского викария областей Рейна, Франконии и Швабии.
В 1314 году Людвиг избран был германским королём под именем Людовик IV. Между братьями возникла война; позднее Людвиг помирился с сыновьями Рудольфа, предоставив им пфальцские владения и часть Баварии, впоследствии называвшуюся Верхним Пфальцем.
Преемниками Рудольфа были последовательно его три сына: Адольф (умер в 1327 году), Рудольф II и Рупрехт I.
Рудольф II (умер в 1353 году) присоединил к Рейнскому Пфальцу так называемый новый Пфальц. С императором Людвигом он в 1329 году заключил в Павии договор, в силу которого избирательная функция исполнялась попеременно то Баварией, то Пфальцем.
Рупрехт I (умер в 1390 году) продал часть Верхнего Пфальца императору Карлу IV, а тот за это предоставил ему одному курфюршеское достоинство. В Золотой булле 1356 года пфальцграфы Рейна были включены в число семи имперских выборщиков. В 1386 году Рупрехт основал Гейдельбергский университет.
Его преемником сделался племянник, сын Адольфа, Рупрехт II (умер в 1398 году). Сын и преемник последнего, Рупрехт III, был избран в 1400 году королём Германии под именем Рупрехт I, доказывая тем самым, что Курпфальц относился к числу важнейших светских территорий империи.
В XV веке и первой половине XVI века курфюрстами Пфальца были последовательно Людвиг III, Людвиг IV, Фридрих I Победоносный, Филипп, Людвиг V, Фридрих II и Отто Генрих. Со смертью последнего в 1559 году пресеклась старшая линия и курфюршеское достоинство досталось Фридриху III из младшей (зиммернской) линии.

## Правление зиммернской линии

Герб рейнских пфальцграфов

Ему наследовали Людвиг VI, Фридрих IV и Фридрих V. В период Реформации Курпфальц принял протестантизм, в связи с чем Фридрих V в 1619 году согласился принять предложенную ему местными протестантами богемскую корону. Разъярённый император Фердинанд II конфисковал его пфальцские владения и курфюршеское достоинство, передав их в 1623 году его двоюродному брату, Максимилиану I Баварскому.
Провалившаяся «богемская авантюра» и последовавшее за ней поражение в Тридцатилетней войне, в ходе которой стране пришлось много вынести, стали поворотным пунктом в истории Курпфальца. Хотя по Вестфальскому миру Курпфальц и был сохранён, прежнего значения он уже никогда больше не достигал. Сын Фридриха V, Карл-Людвиг, получил по Вестфальскому миру обратно Нижний Пфальц, вновь созданное (восьмое) звание курфюрста и должность Erzschatzmeister’a, а Верхний Пфальц, прежнее курфюршеское достоинство и Erztruchsessamt остались за Баварией.

## Правление нейбургской линии
Карл, сын Карла-Людвига, был последним из зиммернской линии. Курфюршество и принадлежавшие к нему земли перешли к его двоюродному брату, католику — пфальцграфу Нейбургскому, Филиппу-Вильгельму в 1685 году. Людовик XIV оспорил наследование, прикрываясь правами жены своего брата Лизелотты (дочери Карла-Людвига), и ввёл в Пфальц французские войска, которые разрушили резиденцию курфюрста. Разразилась война за пфальцское наследство.
Филипп Вильгельм сумел сохранить престол. Ему наследовал сын, Иоганн-Вильгельм, герцог Юлиха и Берга, который по смерти пфальцграфа Леопольда-Людвига Фельденцского получил в 1694 году его земли. Как Иоганн-Вильгельм, так и его брат и преемник, Карл-Филипп, умерли бездетно; тогда курфюрстшество перешло к зульцбахской линии в лице Карла-Теодора в 1742 году.

## Правление зульцбахской линии

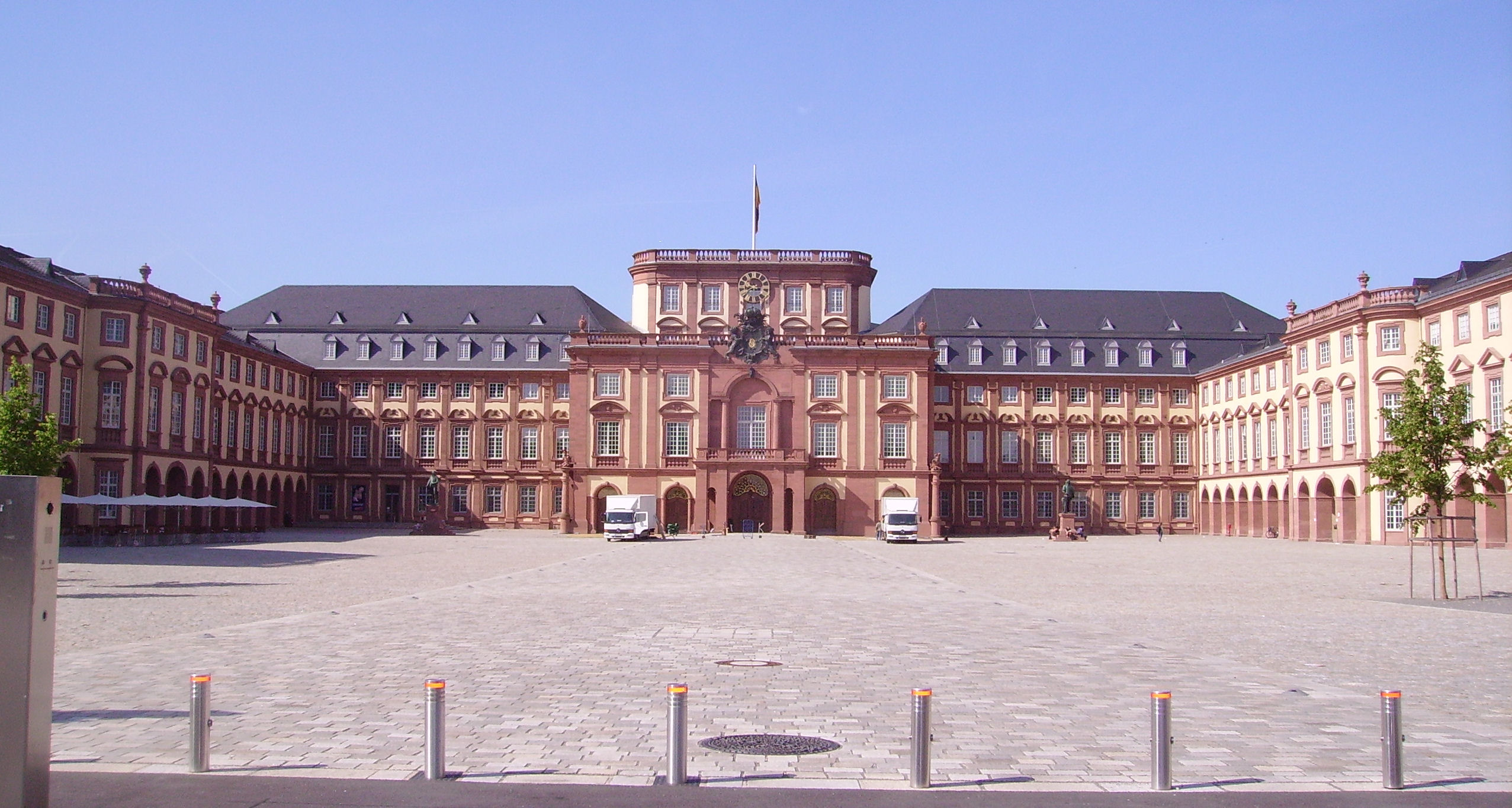
После войны за пфальцское наследство курфюрст переехал из разорённого неприятелем Гейдельберга в Мангеймский дворец

Наступивший после смерти курфюрста Максимилиана-Иосифа Баварского династический кризис вылился в войну за баварское наследство. В итоге баварские владения были в 1777 году соединены с пфальцскими, кроме небольшой части, отошедшей к Австрии. Пфальцское курфюршество заняло опять своё прежнее, пятое место в совете курфюрстов и получило опять свою должность Erztruchsess, a Erzschatzmeisteramt уступило Вельфам.

## Правление биркенфельдской линии
Карлу-Теодору, умершему бездетным, наследовал в 1799 году герцог Цвейбрюкенский, Максимилиан Иосиф, который, в силу люневильского мира 1801 года, должен был уступить другим князьям (преимущественно баденскому и гессен-дармштадтскому) правобережный Рейнский Пфальц, а земли, расположенные по левую сторону Рейна, перешли к Франции. Германская медиатизация прекратила существование Курпфальца, его территория была разделена.
По парижским мирным договорам 1814 и 1816 годов Германии возвращены были пфальцские земли, лежащие по ту сторону Рейна; большую часть из них получила Бавария, остальные — Гессен-Дармштадт и Пруссия.

## Эпонимы
В честь Курпфальца назван астероид (415) Палатия, открытый в 1896 году в Хайдельберге, который первоначально был столицей пфальцграфов.